# Стефанувек
Стефанувек (пол. Stefanówek) — село в Польщі, у гміні Сташув Сташовського повіту Свентокшиського воєводства.
Населення — 166 осіб (2011).
У 1975-1998 роках село належало до Тарнобжезького воєводства.

## Демографія
Демографічна структура на день 31 березня 2011 року:
|          | Загалом | Допрацездатний вік | Працездатний вік | Постпрацездатний вік |
| -------- | ------- | ------------------ | ---------------- | -------------------- |
| Чоловіки | 94      | 17                 | 67               | 10                   |
| Жінки    | 72      | 10                 | 48               | 14                   |
| Разом    | 166     | 27                 | 115              | 24                   |